# Velîkîi Iar (Velîki Vilmî), Sumî
Velîkîi Iar (în ucraineană Великий Яр) este un sat în comuna Velîki Vilmî din raionul Sumî, regiunea Sumî, Ucraina.

## Demografie
Componența lingvistică a localității Velîkîi Iar
     Ucraineană (85,71%)
Conform recensământului din 2001, majoritatea populației localității Velîkîi Iar era vorbitoare de ucraineană (85,71%), existând în minoritate și vorbitori de alte limbi.